# Будиловка (Житомирская область)
Будиловка (укр. Будилівка) — село в Житомирском районе Житомирской области Украины. До 19 июля 2020 года входило в состав Радомышльского района.
Код КОАТУУ — 1825086903. Население по переписи 2001 года составляет 120 человек. Почтовый индекс — 12222. Телефонный код — 4132. Занимает площадь 0,871 км².